# GR-30
La GR-30 aussi appelé Circunvalación de Granada va traverser la ville de Grenade du nord au sud par l'ouest de l'agglomération.
La GR-30 sera le résultat du déclassement de l'A-44 entre Albolote et Villa de Otura lorsque la section sera construite.

En effet il est prévu de construire une autovia entre Albolote(A-44/A-92) et Villa de Otura (A-44) pour contourner et laisser l'A-44 actuelle au trafic local.
D'une longueur de 6 km environ, elle reliera les autoroutes A-44/A-92 au nord de la ville (Albolote) et l'A-44 à hauteur de Villa de Otura au sud de l'agglomération.
Elle dessert tous l'ouest de Grenade ainsi que les petites communes aux alentours.

## Tracé
- Elle va débuter au nord de Grenade à Albolote où elle va bifurquer avec la nouvelle variante de l'A-44 à partir du croisement avec l'A-92 (Séville - Almérie)
- Elle va longer l'agglomération par l'ouest en desservant les zones industrielles et le centre urbain.
- Elle va se faire rejoindre par l'A-44 lorsqu'elle sera construite à hauteur de Villa de Otura

## Sorties
De Bailén à Motril
| Sorties | Villes |       |
| ------- | --- | ----- |
|         | Jaén - Bailén | A-44  |
| 01      | Deifontes - Arenales Iznalloz                                                                                                 |       |
| 02      | Chaparral |       |
| 03      | Urbanisation El Chaparral Cortijo del Aire                                                                                    |       |
|         | Guadix - Almérie - Murcie Antequera - Malaga - Séville                                                                        | A-92  |
| 04      | Albolote - Monteluz Zone Industrielle Juncaril                                                                                |       |
| 05      | Peligros Zone Industrielle Juncaril                                                                                           |       |
| 06      | Zone Industrielle Asegra |       |
| 07      | Maracena - Grenade Nord Centre Commercial Kinepolis                                                                           |       |
|         | Grenade-Avenida de Andalucia - Mercagranada Cordoue - Pinos Puente GR-43 Santa Fe - Aéroport de Grenade Malaga - Séville A-92 | A-92G |
| 08      | Grenade Centre - Grenade-La Chana                                                                                             |       |
| 09      | Grenade Centre - Grenade-Méndez Núnez                                                                                         |       |
| 10      | Grenade Centre - Grenade-Recogidas Centre Commercial Neptuno                                                                  |       |
| 12      | Churriana de la Vega - Gabia la Grande Grenade-Paseo del Violón                                                               | A-338 |
|         | Grenade Sud - Alhambra Sierra Nevada                                                                                          |       |
| 13      | Ogíjares |       |
| 14      | Alhendín |       |
| 15      | Villa de Otura |       |
|         | Motril | A-44  |